# إدارة المدرعات بالقوات المسلحة (مصر)
إدارة المدرعات بالقوات المسلحة، هي إحدى إدارات وزارة الدفاع المصرية، ويعود تاريخ الإدارة إلى عام 1828 حين تم إنشاء سلاح السواري ثم تغير الاسم إلى سلاح الفرسان الملكي وبعد ثورة 1952 تغير إلى سلاح الفرسان، وتطور السلاح حتى وصل إلى شكله الحالي تحت اسم إدارة المدرعات.

## مديري الإدارة
- لواء أركان حرب / عمرو جميل.[2]
- لواء أركان حرب / إيهاب لطفي.[3]
- لواء أركان حرب / سعد الدين مصطفى.[4]
- لواء أركان حرب / ياسر عبد الكريم.[5]
- لواء أركان حرب / رضا فاضل.[6]
- لواء أركان حرب / حمدي عثمان.[7]
- لواء أركان حرب / صلاح الشربيني.[8]
- لواء أركان حرب / نجيب شبل الجمسي.[9]
- لواء أركان حرب / محمد نور الدين عبد الله.[10]
- لواء أركان حرب / نادر قورة.[11]
- لواء أركان حرب / محمد الغباري.[12]
- لواء أركان حرب / عبد الحميد حمدي.[13]
- لواء أركان حرب / كمال الدين حسن علي.[14]
- لواء أركان حرب / حسين الشافعي (مدير سلاح الفرسان).[15]
- الأمير / إسماعيل داوود (مدير سلاح الفرسان الملكي).[16]